# 王次仲
王次仲（?—?），中国秦朝或西汉的书法家，被是认为是楷书的创始者。
北宋《宣和書譜》：「漢初有王次仲者，始以隸字作楷書，降及三國鍾繇者，乃有賀剋捷艱備盡法度，為正書之祖。」由此而知書，或稱真書，是由古隸演變而成。據傳：「孔子墓上，子貢植的一株楷樹，枝幹挺直而不屈曲。」楷書本筆畫簡爽，必須如楷樹之枝幹也。初期「楷書」，仍殘留極少的隸筆次，結體略寬，橫畫長而直畫短，在傳世的魏晉帖中，如鍾繇的《宣示表》、《薦季直表》、王羲之的《樂毅論》《黃庭經》等，可為代表作。觀其特點，誠如翁方綱所說：「變隸書之波畫，加以點啄挑，仍存古隸之橫直」。
東晉以後，南北分裂，書法亦分為南北兩派。北派書體，帶著漢隸的遺型，筆法古拙勁正，而風格質樸方嚴，長於榜書，這就是所說的魏碑。南派書法，多疏放妍妙，長於尺牘。南北朝，因為地域差別，個人習性、書風迥然不同。北書剛強，南書蘊藉，各臻其妙，無分上下，而包世臣與康有為，卻極力推崇兩朝書，尤重北魏碑體。康氏舉十美，以強調魏碑的優點。
唐代的楷書，亦如唐代國勢的興盛局面，真所謂空前。書體成熟，書家輩出，在楷書方面，唐初的虞世南、歐陽詢、褚遂良、中唐的顏真卿、晚唐的柳公權，其楷書作品均為後世所重，奉為習字的模範。